# Yū Serizawa
Yū Serizawa (芹澤 優 Serizawa Yū?) es una Seiyū y cantante de Tokio. Es miembro y cantante del grupo ídol iRis. Está afiliada a 81 Produce.

## Filmografía

### Anime
2013
- Dog & Scissors - Makishi Akizuki
- Freezing Vibration - estudiante A
- Gon - Baby Pusuke, Pepe
- Mushibugyō - Tenma Ichinotani[2]
- Pretty Rhythm: Rainbow Live - Ann Fukuhara[3]

2014
- Battle Spirits: Saikyou Ginga Ultimate Zero - Fairy
- When Supernatural Battles Became Commonplace - Aki Natsu
- Wizard Barristers - Nyanyai
- Parasyte -the maxim- - ep 8, Makiko
- PriPara - Mirei Minami[4]

2015
- My Monster Secret - Yōko Shiragami[5]
- PriPara - Mirei Minami[6]
- Shomin Sample - Aika Tenkuubashi
- Noragami Aragoto - Ayaha

2016
- Twin Star Exorcistas - Mayura Otomí

2017
- Idol Time PriPara - Mirei Minami, Chuppe
- Kado: The Right Answer - Yukika Shindō
- Kakegurui - Compulsive Gambler - Yumemi Yumemite

2018
- Kiratto Pri Chan - Anna Akagi
- Mahou Shoujo Site - Nijimi Anazawa
- 3D Kanojo: Real Girl - Iroha Igarashi
- 8 beat story - Torakiba Yui
- Million Arthur - Brigitte
- Isekai Maou to Shoukan Shoujo no Dorei Majutsu - Shera L. Greenwood

2019
- 3D Kanojo: Real Girl S2 - Iroha Igarashi
- Ueno-san wa Bukiyou - Ueno
- Kakegurui XX - Yumemi Yumemite
- Million Arthur 2nd Season - Brigitte

2020
- Murenase! Seton Gakuen - Mei Mei
- Show by Rock!! Mashumairesh!! -  Sumomone
- Tonikaku Kawaii - Kaname Arisagawa[7]

2021
- Yakunara Mug Cup mo - Mika Kukuri[8]

- Isekai Maou to Shoukan Shoujo no Dorei Majutsu - Shera L. Greenwood

2023
- Kanojo, Okarishimasu 3rd Season - Mini Yaemori
- Temple - Tsukuyo Aoba
- Watashi no Oshi wa Akuyaku Reijō - Rae Taylor.[9]
- MF Ghost - Nozomi Kitahara

### Películas animadas
- Pretty Rhythm All Star Selection: Prism Show Best Ten (2014), Ann Fukuhara[10]
- PriPara the Movie: Eeeeveryone, Assemble! Prism Tours (2015), Mirei Minami[11]
- PriPara Mi~nna no Akogare Let's Go PriPari (2016), Mirei Minami[12]

### OVAs
- Mushibugyō (2014), Tenma Ichinotani
- Nozo x Kimi (2014), Mirei Watanuki

### ONAs
- Lost Song (2018), Monica Lux

### Videojuegos
- Idol Death Game TV (2016), Ayaka Tennouji
- Granblue Fantasy (2017) (Vajra)
- Girls' Frontline (2017) (PP-19)
- Princess Connect! Re:Dive (2018) (Ayane Hojo)
- Honkai Impact 3rd (2019) (Liliya Olenyeva)
- Dragalia Lost (2019) (Xiao Lei)
- The Sky Railroad and Shiro's Journey (2020) (Neri)
- Action Taimanin (2021) (Kousaka Shizuru)

### Doblaje
Live-action
- The Best of Me, joven Amanda (Liana Liberato)
- The Hunter's Prayer, Ella Hatto (Odeya Rush)

Animación
- Sammy 2: El gran escape, Ricky